# Parque nacional Op Luang

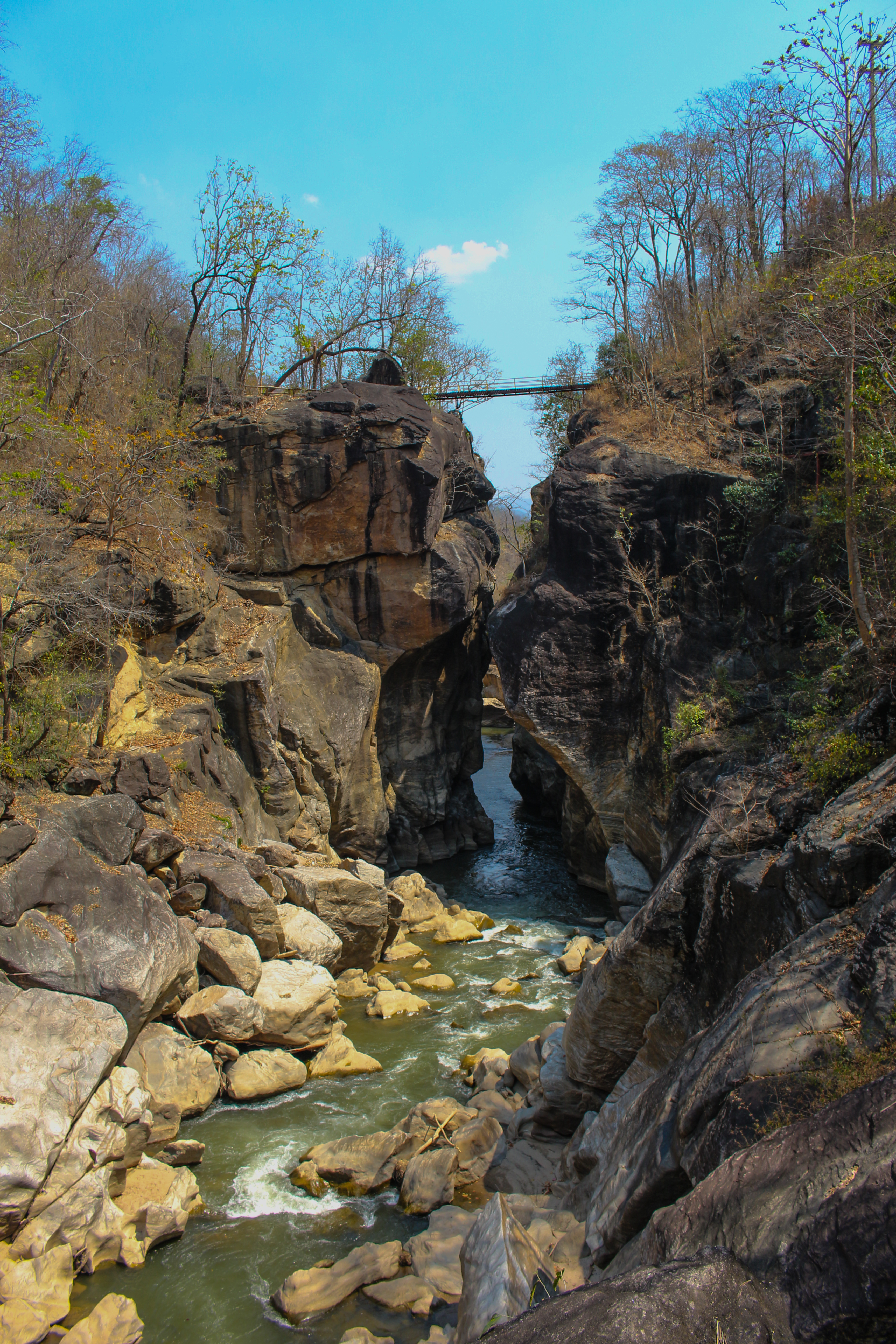
Canyon no Parque nacional Op Luang, em 2015.

O Parque nacional Op Luang (em tailandês: อุทยานแห่งชาติ อ อบ หลวง) é um parque nacional na província de Chiang Mai, na Tailândia. Abriga um cênico rio canyon, cachoeiras e cavernas e foi criado em 1991, pelo governo da Tailândia.
O Parque nacional Op Luang está localizado a cerca de 105 quilômetros ao sul de Chiang Mai, nos distritos de Chom Thong, Mae Chaem e Hot. A área do parque é de 553 quilômetros quadrados. É contíguo com o Parque nacional Doi Inthanon. Assim como o parque Doi Inthanon, o Op Luang está localizado nas proximidades da Montanha Thanon Thong Chai Range.